# Bandar Betsy I
Bandar Betsy I is een bestuurslaag in het regentschap Simalungun van de provincie Noord-Sumatra, Indonesië. Bandar Betsy I telt 1775 inwoners (volkstelling 2010).